# Łąkie (gmina Lipnica)
Łąkie (kaszub. Łączé; niem. Lonken) – wieś kaszubska w Polsce położona w województwie pomorskim, w powiecie bytowskim, w gminie Lipnica. Wieś jest siedzibą sołectwa Łąkie, w którego skład wchodzą również miejscowości Jeruzalem, Łącki Młyn, Rokitniki i Tebowizna.
W latach 1975–1998 miejscowość należała administracyjnie do województwa słupskiego.
W Łąkiem znajduje się stanica harcerska Hufca ZHP Sochaczew.

## Historia
Od 5 listopada 1906 r. do 11 stycznia 1907 r. w miejscowej szkole elementarnej odbył się strajk dzieci przeciwko nauczaniu religii w języku niemieckim. Z uczestników strajku znane są nazwiska następujących dzieci: M. Ginter, F. Krüger, J. Prądzyński, L. Trzebiatowska, Kamiński, Chirek, Borkowski. Strajk był elementem znacznie większej akcji biernego oporu wobec pruskich władz szkolnych, która na przełomie 1906 i 1907 r. objęła ponad 460 (!) szkół w prowincji Prusy Zachodnie, czyli przedrozbiorowe Pomorze Gdańskie, Powiśle, ziemię chełmińską i ziemię lubawską oraz część Krajny. Inspiracją dla strajków pomorskich były wcześniejsze działania dzieci w Prowincji Poznańskiej, ze słynnym strajkiem we Wrześni (1901) na czele.